# Alliage de Devarda
L’alliage de Devarda (numéro CAS 8049-11-4), nommé d’après le chimiste italien Arturo Devarda (it) (1859-1944), est un alliage d’aluminium (44 - 46 %), de cuivre (49 - 51 %) et de zinc (4 - 6 %).
Sous forme de poudre, il est utilisé comme agent réducteur en chimie analytique, en particulier pour la détermination de la quantité d'azote dans des nitrites et des nitrates.

## Réaction avec les nitrates
En présence d’alliage Devarda, la réduction des ions nitrate dans une solution aqueuse d’hydroxyde de sodium peut être écrite sous la forme ionique :
{\displaystyle \mathrm {3\ NO_{3}^{-}+8\ Al+5\ OH^{-}+18\ H_{2}O\rightarrow 3\ NH_{3}+8\ [Al(OH)_{4}]^{-}} }.
Le gaz ammoniac libéré est converti en ammoniaque, ce qui permet le dosage de l’azote total par la méthode de Kjeldahl.